# Shuanghe (sockenhuvudort i Kina, Heilongjiang Sheng, lat 47,95, long 125,89)
Shuanghe (kinesiska: 双河, 双河乡) är en sockenhuvudort i Kina. Den ligger i provinsen Heilongjiang, i den nordöstra delen av landet, omkring 250 kilometer norr om provinshuvudstaden Harbin. Antalet invånare är 30 593. Befolkningen består av 14 899 kvinnor och 15 694 män. Barn under 15 år utgör 13,0 %, vuxna 15-64 år 79 %, och äldre över 65 år 7,0 %.
Runt Shuanghe är det ganska tätbefolkat, med 139 invånare per kvadratkilometer. Närmaste större samhälle är Xingnong, 17,0 km söder om Shuanghe. Trakten runt Shuanghe består till största delen av jordbruksmark.
Genomsnittlig årsnederbörd är 861 millimeter. Den regnigaste månaden är juli, med i genomsnitt 289 mm nederbörd, och den torraste är januari, med 7 mm nederbörd.